# Putna Seacă, Vrancea
Putna Seacă este un sat din cadrul Comunei Garoafa în județul Vrancea, Moldova, România.
A fost înființat de Neculai Jecheanu, senator de Putna (1934-1937).